# Rio Aripuanã
O rio Aripuanã é um curso de água localizado na Amazônia e em Mato Grosso, Brasil, passando pelos municípios de Juína, Aripuanã, Colniza e Novo Aripuanã. Nele está em construção a Usina Hidrelétrica de Dardanelos no município de Aripuanã.
Neste rio existe o Salto das Andorinhas (Dardanelos), a 120 metros de altura.